# Nouart
 Nouart  es una población y comuna francesa, en la región de Champaña-Ardenas, departamento de Ardenas, en el distrito de Vouziers y cantón de Buzancy.
Está integrada en la Communauté de communes de l'Argonne Ardennaise.

## Demografía
| 575 | 528 | 729 | 724 | 865 | 829 | 865 | 886 | lac. | lac. | 756 | 687 | 670 | 640 | 602 | 600 | 580 | 550 | 480 | 467 | 344 | 323 | 326 | 333 | 294 | 290 | 250 | 240 | 185 | 167 | 124 | 140 | 141 | 143 |
| Para los censos de 1962 a 1999 la población legal corresponde a la población sin duplicidades (Fuente: INSEE [Consultar]) |     |     |     |     |     |     |     |      |      |     |     |     |     |     |     |     |     |     |     |     |     |     |     |     |     |     |     |     |     |     |     |     |     |